# Техас Тауншип (округ Вейн, Пенсільванія)
Техас Тауншип (англ. Texas Township) — селище (англ. township) в США, в окрузі Вейн штату Пенсільванія. Населення — 2287 осіб (2020).

## Демографія
Згідно з переписом 2010 року, у селищі мешкало 2569 осіб у 964 домогосподарствах у складі 685 родин. Було 1099 помешкань
Расовий склад населення:
| - 96,1 % — білих - 1,3 % — чорних або афроамериканців - 0,7 % — азіатів - 0,4 % — корінних американців |

До двох чи більше рас належало 1,2 %. Частка іспаномовних становила 2,5 % від усіх жителів.
За віковим діапазоном населення розподілялося таким чином: 19,8 % — особи молодші 18 років, 59,0 % — особи у віці 18—64 років, 21,2 % — особи у віці 65 років та старші. Медіана віку мешканця становила 45,1 року. На 100 осіб жіночої статі у селищі припадало 97,0 чоловіків;  на 100 жінок у віці від 18 років та старших — 96,9 чоловіків також старших 18 років.
Середній дохід на одне домашнє господарство  становив 65 390 доларів США (медіана — 55 000), а середній дохід на одну сім'ю — 73 987 доларів (медіана — 63 625). Медіана доходів становила 41 146 доларів для чоловіків та 37 868 доларів для жінок. За межею бідності перебувало 16,7 % осіб, у тому числі 30,0 % дітей у віці до 18 років та 5,5 % осіб у віці 65 років та старших.
Цивільне працевлаштоване населення становило 1086 осіб. Основні галузі зайнятості: роздрібна торгівля — 24,9 %, освіта, охорона здоров'я та соціальна допомога — 22,9 %, мистецтво, розваги та відпочинок — 10,9 %, фінанси, страхування та нерухомість — 7,6 %.